# ワーウ
ワーウ（Wau）は、南スーダン西部の都市。バハル・アル・ガザール地方のワーウ州の州都である。2014年の人口は23万2910人。標高は438m。住民はディンカ人が多い。

## 歴史
19世紀に奴隷貿易の基地として建設され、やがてエジプトのこの地方での行政の中心地となっていった。
1956年以降のスーダン時代は、首都 ハルツームに次ぐ規模の都市であった。
1961年、海港 ポートスーダンと結ぶスーダン鉄道の路線が延伸し、終着駅ができた結果、付近の物資の集散地となり発展した。
1983年～2005年の第二次スーダン内戦時は北部政府軍の基地が置かれ、南部のスーダン人民解放軍（SPLA）と激戦を繰り返したため、鉄道橋が破壊され交通が麻痺したもの、ワーウには付近から多数の難民が流れ込んできた。
1998年の春には近郊で激戦が繰り広げられた。
2007年の春にも軍事衝突があり、数百人が死亡した。

## 著名人

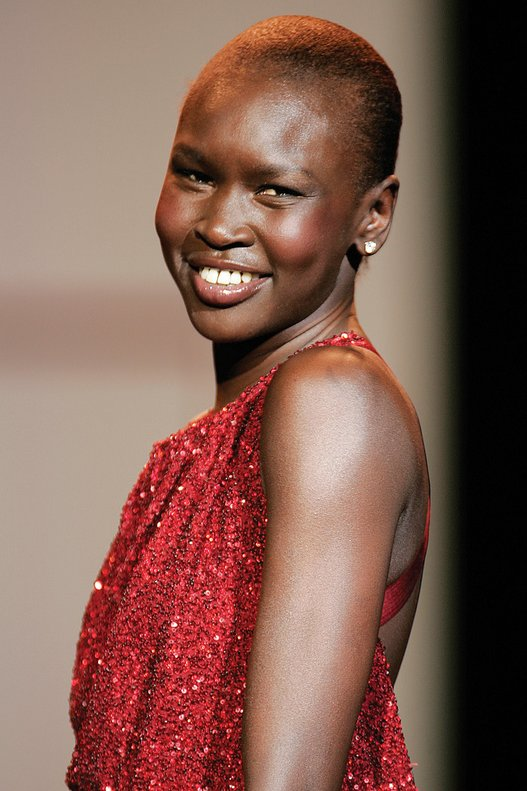
アレック・ウェック

- アレック・ウェック(Alek Wek)：1977年～。ファッションモデル、女優。

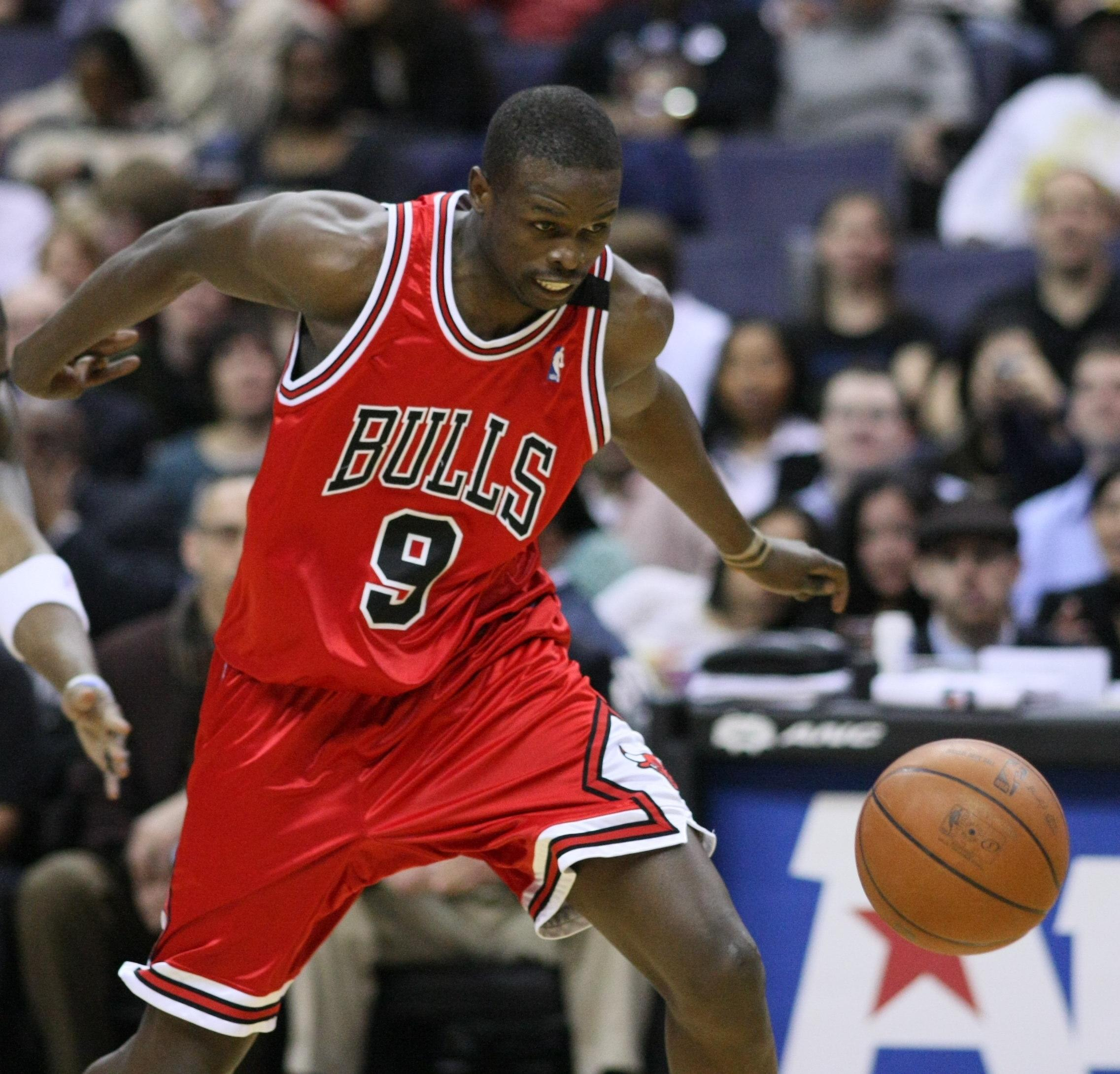
ルオル・デン

- ルオル・デン(Luol Ajou Deng)：1985年～。イギリスの元バスケットボール選手。2021年に大英帝国勲章を受章された。